# Litoria wollastoni
Espèce
Synonymes
- Hyla wollastoni Boulenger, 1914

Statut de conservation UICN

 LC  : Préoccupation mineure
Litoria wollastoni est une espèce d'amphibiens de la famille des Pelodryadidae.

## Répartition
Cette espèce est endémique de Nouvelle-Guinée. Elle se rencontre entre 300 et 1 600 m d'altitude tant en Indonésie qu'en Papouasie-Nouvelle-Guinée, ainsi que dans les îles Goodenough et Fergusson,.

## Description
L'holotype mesure 46 mm.

## Étymologie
Cette espèce est nommée en l'honneur d'Alexander Frederick Richmond Wollaston (1875-1930).

## Publication originale
- Boulenger, 1914 : An annotated list of the batrachians and reptiles collected by the British Ornithologists' Union Expedition and the Wollaston Expedition in Dutch New Guinea. Transactions of the Zoological Society of London, vol. 20, no 5, p. 247-274 (texte intégral).